# Закон Педия
Зако́н Пе́дия (лат. Lex Pedia), или закон Педия об уби́йцах Це́заря (лат. lex Pedia de interfectoribus Caesaris), — сенатское постановление о наказании убийц Гая Юлия Цезаря, принятое осенью 43 года до н. э.

## История принятия постановления
После оккупации Рима войсками Октавиана в августе 43 года до н. э., он и Квинт Педий 19 августа текущего года были избраны консулами. Сенат заставили отменить постановления, объявлявшие «врагами Отечества» Публия Корнелия Долабеллу, Марка Антония и Эмилия Лепида. Октавиан, поклявшийся расправиться с убийцами своего покойного отчима, решил «придать своим насильственным действиям видимость законности», и для этого его коллега Педий внёс законопроект, лишавший заговорщиков «воды и огня». В основу был положен закон Юлия об оскорблении величия Римского народа (lex Iulia de maiestatis), принятый Цезарем в 46 до н. э.
Одни полагают, что закон был проведён через комиции, другие — что он был оформлен как сенатусконсульт. Заговорщики обвинялись в совершении бессудного убийства высшего должностного лица Республики (при том, что сенатским постановлением всех их амнистировали ещё в марте 44 до н. э.). Были собраны трибуналы, которые заочно осуждали обвиняемых, в первую очередь, Марка и Децима Брутов, и Гая Кассия. Обвинителем Брута был Луций Корнифиций, Кассия — Марк Агриппа. Процессы проходили в один и тот же день под наблюдением Октавиана, и судьи голосовали, «подчиняясь угрозам и принуждению».

Рассказывают, что когда глашатай, в согласии с обычаем, выкликал с ораторского возвышения имя Брута, вызывая его на суд, народ громко застонал, а лучшие граждане молча опустили головы, Публий же Силиций у всех на глазах разразился слезами, за что имя его, спустя немного, было внесено в список обрекаемых на смерть.— Плутарх. Брут, 27.
Аппиан и Дион Кассий уточняют, что сенатор Публий Селиций Корона был единственным из судей, кому хватило мужества открыто заявить об оправдании Брута. Многие люди выражали ему своё восхищение, но делали это тайно, боясь расправы; даже сам Октавиан был вынужден похвалить его за принципиальность. После образования 2-го триумвирата Силиций был проскрибирован и убит.
Формулировка «лишение воды и огня» подразумевала, как минимум, — изгнание и конфискацию имущества, как максимум — смертную казнь. Для розыска и наказания осуждённых (а также для поиска их собственности) была создана квестия — чрезвычайная уголовная коллегия (quaestio extraordinaria). Закон Педия предусматривал вознаграждение доносчикам.

Тотчас последовали доносы против одних, как бывших непосредственными виновниками убийства, других, как только знавших о заговоре, что некоторым также было поставлено в вину, даже тем, которые не были в городе во время убийства Цезаря.— Аппиан. Гражд. в. III, 95.
Кроме лиц, так или иначе причастных к заговору и убийству Цезаря, под обвинение попало довольно большое число людей, которых даже не было в Риме в момент совершения преступления: в их числе известны Секст Помпей Магн Пий (осуждён потому, что был открытым врагом Цезаря) и Гней Домиций Агенобарб.
Закон Педия имел важное значение не только потому, что давал режиму Октавиана законные основания для борьбы с республиканцами, но и потому, что подготовил почву для проскрипций Второго триумвирата, а в дальнейшем послужил базой для разработки закона Юлия об оскорблении величия (lex Iulia de maiestatis), принятого в 8 году до н. э., и со времён Тиберия ставшего юридическим основанием для перманентного террора.
Последним из убийц Цезаря, кто был казнён на основании закона Педия, считается Гай Кассий Пармский, погибший уже после битвы при Акциуме.